# Torre Madero
La Torre Madero es un edificio de oficinas de estilo moderno que forma parte del conjunto Catalinas Norte, en el barrio de Retiro, en Buenos Aires, Argentina. En su piso 19 funciona la Embajada de la India en Argentina.
El proyecto, de 1976 pertenece a los arquitectos de Kocourek SRL (Estanislao Kocourek, Ernesto Katzenstein, Elvira Castillo y Martín Laborda), de Proconsul SA (José Sivori, Héctor Coppola, Ricardo Rosso, Enrica Rosellini) y Luis y Héctor Lanari, y al ingeniero Juan Carlos Vivo. La dirección estuvo a cargo del ingeniero Diego Pelizzatti y del arquitecto Eduardo Sprovieri. El comitente y empresa constructora fue Impresit Sideco SACII y F. La obra fue finalizada en 1980.
La superficie del terreno en donde fue edificado es de 2799,67 m², y la superficie cubierta del edificio es de 33.766,95 m². La torre posee dos subsuelos de cocheras, una planta baja con dos locales, veinticinco pisos de oficinas y dos pisos superiores para las máquinas de acondicionamiento de aire, ascensores, reserva de agua, etc. Su figura es la de un prisma recto con una base de 35,27 x 28,34 metros y una altura de 96 metros. El núcleo central del edificio es de 17,10 x 10,26 metros.
La Torre Madero cuenta con ocho ascensores: tres de 1200 kg de capacidad que llevan hasta el piso 12 incluido, cuatro de 900 kg de capacidad para los pisos 13 a 25 y los subsuelos y uno de servicio de 800 kg de capacidad.
La fachada del edificio posee característicos perfiles de aluminio extruido, anodizado en color bronce.